# Luba Mirella
Luba Mirella nata Ljuba Wagenheim e poi nota anche come Ljuba Mirella, Mirella Luba o Mirella Lubov (Rostov Velikij, 13 aprile 1894 – Milano, 4 marzo 1972) è stata un soprano italiano di coloratura di origini polacche.

## Biografia
Nacque in una famiglia di musicisti polacchi che erano emigrati in Italia durante la prima guerra mondiale. Si ritiene che abbia fatto il suo debutto in Russia e successivamente abbia avuto una carriera di successo in Italia, apparendo ampiamente nella provincia e nei principali teatri d'opera. Il suo miglior ruolo sul palco è stato considerato Musetta ne La bohème di Giacomo Puccini,  cantato con grande successo al Teatro Regio di Parma, al Teatro Regio di Torino, al Teatro Comunale di Bologna e, in particolare, al Teatro alla Scala di Milano nel 1935. Alla Scala Mirella apparve anche nella stagione 1940/1941 nell'opera La donna senz'ombra di Richard Strauss. Fuori d'Italia, cantò al Gran Teatre del Liceu di Barcellona (nel 1929, nei ruoli di Musetta, Micaëla e Carmen, Nedda in Pagliacci oltre che in alcune opere russe), al Teatro Nacional de São Carlos di Lisbona (nel 1926, nei ruoli di Musetta e Micaëla) e al Teatro dell'Opera di Zurigo (nel 1931, nel ruolo di Musetta).  Morì, nel 1972, alla Casa di Riposo per musicisti, dove viveva dal 1958.

## Discografia
La Mirella registrò per Odeon e Columbia, e in particolare due opere complete su quest'ultima etichetta (Musetta in La bohème di Puccini nel 1928  e Olga Sukarev nella Fedora di Giordano nel 1931  ). Per Odeon registrò brani tratti da Pagliacci di Leoncavallo, arie e duetti di Bellini, Bizet e Rossini e alcune canzoni. 